# Kandidaten
Kandidaten er en dansk thriller fra 2008. Filmen er instrueret af Kasper Barfoed, og manuskriptet er skrevet af Stefan Jaworski.

## Handling
Forsvaradvokaten Jonas Bechmann lever et normalt liv, indtil han selv bliver mistænkt for mord. Efter en nat på kroen havner han på et hotelværelse tilsammen med en ung og smuk kvinde. Næste morgen vågner han og ser kvinden død på gulvet, brutalt myrdet og alt peger på Jonas.
Hans eneste chance for at overleve er at fly fra alt. Men snart opdager Jonas at han er fanget i et spil af sandhed og løgne, hvor grænsen mellem hvad som er sandt og falsk er tynd. Først da jagten viser spår tilbage til hans fars mystiske død, indser Jonas at han bare har en vej ud: at blive dem, han jager...

## Medvirkende
- Nikolaj Lie Kaas - Jonas Bechmann
- Tuva Novotny - Camilla
- Laura Christensen - Louise
- Kim Bodnia - Claes Kiehlert
- David Dencik - Michael
- Henrik Prip - Henrik Linde
- Ulf Pilgaard - Martin Schiller
- Jesper Langberg - Jørgen Hammel
- Henning Jensen - Peter Bechmann
- Peter Plaugborg - Den tynde mand
- Marijana Jankovic - Kathrine Malling
- Birgitte Hjort Sørensen - Sara
- Henning Valin - Afpresser #1
- Claus Riis Østergaard - Afpresser #2
- Iben Dorner - Schillers assistent
- Jacob Ulrik Lohmann - Færdselsbetjent
- Camille Rommedahl - Schillers receptionist
- Per Scheel-Krüger - Tv-journalist
- Stanislav Sevcik - Matthias Böttker
- David Rousing - Jimmy Lessner
- Ann Hjort - Eva Schiller
- Christoffer Boe - Mand foran restaurant